# Knickerbocker Avenue (Myrtle Avenue Line)
Knickerbocker Avenue is een station van de metro van New York aan de Myrtle Avenue Line in het stadsdeel Brooklyn. Het station is geopend in 1918. Lijn  maakt gebruik van dit station.
 ·  ·  ·  ·  ·  ·  ·  ·  · 